# Кротали (музикален инструмент)
 Тази статия е за музикалния инструмент.  За рода змии вижте Кротали.  
Кроталите, наричани още антични чинели, са музикални перкусионни инструменти от групата на металните идиофони. Те представляват дискове от месинг, бронз или други сплави, с отвори в центъра, за които са закрепени кожени дръжки.
Приличат на чинели, но са с по-плитко кубе. Заемат средното положение между по-голямата разновидност – чинели, и по-малката – зилове. Диапазонът им е 2 октави.
В съвременните оркестри се среща по-често комплектът от хроматично настроени кротали, разположени на стойка, както повечето пластинкови инструменти. Обикновено изпълнителят разполага кроталите пред глокеншпила. Хроматичният вид кротали допълва или дублира партията на глокеншпила в оркестъра.
Известни произведения, в които могат да се чуят кротали, са:
- скерцото „Кралица Маб“ от симфонията „Ромео и Жулиета“ на Хектор Берлиоз.[1]
- прелюдията към „Следобедът на един фавн“ от Клод Дебюси, където кроталите всъщност са единствените използвани ударни инструменти.[2]